# Rodij
Ródij je kemični element, ki ima v periodnem sistemu simbol Rh in atomsko število 45. Ta redka srebrnkasto belo trdna prehodna kovina je član skupine platine, najdemo ga v rudah platine. Uporablja se v zlitinah s platino kot katalizator.